# Upton (Wyoming)
Upton és una població dels Estats Units a l'estat de Wyoming. Segons el cens del 2000 tenia 872 habitants.

## Demografia
Segons el cens del 2000, Upton tenia 872 habitants, 359 habitatges, i 255 famílies. La densitat de població era de 257 habitants/km².
Dels 359 habitatges en un 32,3% hi vivien nens de menys de 18 anys, en un 64,6% hi vivien parelles casades, en un 3,9% dones solteres, i en un 28,7% no eren unitats familiars. En el 25,9% dels habitatges hi vivien persones soles el 15% de les quals corresponia a persones de 65 anys o més que vivien soles. El nombre mitjà de persones vivint en cada habitatge era de 2,43 i el nombre mitjà de persones que vivien en cada família era de 2,93.
Per edats la població es repartia de la següent manera: un 26,4% tenia menys de 18 anys, un 7,2% entre 18 i 24, un 24,2% entre 25 i 44, un 24,7% de 45 a 60 i un 17,5% 65 anys o més.
L'edat mediana era de 41 anys. Per cada 100 dones de 18 o més anys hi havia 94 homes.
La renda mediana per habitatge era de 31.053$ i la renda mediana per família de 39.091$. Els homes tenien una renda mediana de 40.208$ mentre que les dones 17.500$. La renda per capita de la població era de 15.165$. Entorn del 6,7% de les famílies i l'11,1% de la població estaven per davall del llindar de pobresa.

## Poblacions més properes
El següent diagrama mostra les poblacions més properes.